# اوربیت اکسپرس ایرلاینز
اوربیت اکسپرس ایرلاینز (به انگلیسی: Orbit Express Airlines) یک شرکت هواپیمایی با کد یاتا OA است که در تاریخ فوریهٔ ۱۹۹۳ میلادی تأسیس شده و در تاریخ نوامبر ۱۹۹۴ فعالیتش را آغاز کرده‌است. دفتر مرکزی اوربیت اکسپرس ایرلاینز در آنکارا، ترکیه واقع شده‌است و قطب این شرکت هواپیمایی در فرودگاه بین‌المللی اسن‌بوغا قرار دارد و به ۱۲ مقصد، پرواز مستقیم انجام می‌دهد.